# Coscinodon hartzii
Coscinodon hartzii är en bladmossart som beskrevs av Christian Erasmus Otterstrøm Jensen 1898. Coscinodon hartzii ingår i släktet Coscinodon och familjen Grimmiaceae. Inga underarter finns listade i Catalogue of Life.